# Mehdi Barkeshli
Mehdi Barkeshli (* 1912 in Teheran; † 19. Januar 1988 ebenda) war ein iranischer Musikwissenschaftler und Physiker.
Barkeshli studierte Physik bei Mahmoud Hesabi am Teachers College und unterrichtete dann an Hochschulen in Teheran. Daneben absolvierte er ein Studium der Musiktheorie bei Alinaghi Vaziri und Rouhollah Khaleghi und der traditionellen Musik bei Abolhassan Saba. 1946 ging er nach Paris und wurde an der Sorbonne zum Doktor der Physik promoviert. In den späten 1940er Jahren entwickelte er für die persische Musik die Theorie einer 22-stufigen Tonskala.
Nach seiner Rückkehr in den Iran unterrichtete Barkeshli an der Universität Teheran und gründete dort ein Theaterprojekt. Er startete ein Graduiertenprogramm der Musikwissenschaft an der Kunsthochschule und gründete in Zusammenarbeit mit der Königlichen Kulturstiftung das Institut für Musikwissenschaftliche Forschung. Später wurde er Vorsitzender der iranischen physikalischen Gesellschaft und stellvertretender Minister für Kultur und Hochschulbildung. Er veröffentlichte wissenschaftliche Artikel in persischer, französischer und englischer Sprache sowie Bücher über Akustik, Physik und iranische Musikgeschichte.

## Schriften
- L'art sassanide, base de la musique arabe. Presses Universitaires, 1947.
- La musique traditionnelle de l'Iran. Teheran 1963, OCLC 468981142.
- Teaching of the Elements of Music in the Middle East. In: Music Education in the Countries of the Orient: Proceedings of a Conference Held in Teheran Organized By the Asian Music Circle and the Iranian National Music Committee. Berlin 1967, S. 45–49.